# Matheus Jesus
Matheus Jesus (10 de abril de 1997) es un futbolista brasileño. Juega de centrocampista y su equipo es el V-Varen Nagasaki de la J2 League.

## Selección nacional
Matheus Jesus disputó un encuentro por la selección sub-20 de Brasil en 2016.

## Clubes
| Club                         | País     | Año       |
| ---------------------------- | -------- | --------- |
| A. A. Ponte Preta            | Brasil   | 2016-2017 |
| G. D. Estoril Praia          | Portugal | 2017-2019 |
| Santos F. C. (cedido)        | Brasil   | 2017-2018 |
| Gamba Osaka (cedido)         | Japón    | 2018      |
| Portimonense S. C. (cedido)  | Portugal | 2018      |
| Oeste F. C. (cedido)         | Brasil   | 2019      |
| S. C. Corinthians (cedido)   | Brasil   | 2019      |
| S. C. Corinthians            | Brasil   | 2020-2023 |
| Red Bull Bragantino (cedido) | Brasil   | 2020-2021 |
| E. C. Juventude (cedido)     | Brasil   | 2021      |
| Náutico (cedido)             | Brasil   | 2021      |
| A. A. Ponte Preta (cedido)   | Brasil   | 2022-2023 |
| V-Varen Nagasaki             | Japón    | 2023-     |